# Genesis: The Movie Box 1981-2007
Genesis: The Movie Box 1981-2007 es la quinta de una serie de Box Sets publicadas por Genesis entre 2007 y 2009. Fue publicada el 21 de noviembre de 2009. Incluye versiones en DVD de conciertos filmados durante las giras en presentación de los álbumes Abacab; Genesis; Invisible Touch y We Can't Dance. Todos los DVD contienen audio Stereo, Dolby 5.1 Surround y DTS 5.1 Surround. Además incluye un quinto DVD que contiene un documental de 43 minutos transmitido originalmente por VH1 en 1999 que ha sido actualizado para esta edición. La caja tiene un espacio vacío para el DVD publicado en 2008 When In Rome, que contiene un grabación completa del concierto en Roma y un documental acerca de los preparativos para la gira "Turn It On Again" de 2007.

## DVD 1:Three Sides Live(1982)
1. Behind The Lines (canción cortada)
2. Duchess (canción cortada)
3. Misunderstanding
4. Dodo
5. Abacab
6. No Reply at All
7. Who Dunnit?
8. In The Cage (Medley: The Cinema Show/ The Colony Of Slippermen)
9. Afterglow
10. Me And Sarah Jane (canción cortada)
11. Man On The Corner (canción cortada)
12. Turn It On Again

Extras: versiones completas únicamente en audio de:
1. Behind The Lines
2. Duchess
3. Me And Sarah Jane
4. Man On the Corner
5. One For The Vine
6. The Fountain Of Salmacis
7. Follow You, Follow Me

## DVD 2:The Mama Tour(1984)
1. Abacab
2. That's All
3. Mama
4. Illegal Alien
5. Home by the Sea
6. Second Home by the Sea
7. Keep It Dark
8. It's Gonna Get Better
9. In The Cage (Medley: Cinema Show/ In That Quiet Earth/ Slippermen)
10. Afterglow
11. Drum Duet
12. Turn In On Again (Medley)

Extras: "The Making Of The Mama Album" (Documental de 1983 grabado por Phil Collins durante la grabación del álbum).

## DVD 3:Live At Wembley Stadium(1987)
1. Mama
2. Abacab
3. Domino (Part One: In The Glow Of The Night)
4. Domino (Part Two: The Last Domino)
5. That's All
6. The Brazilian
7. Land of Confusion
8. Tonight, Tonight, Tonight
9. Throwing It All Away
10. Home By The Sea
11. Invisible Touch
12. Drum Duet
13. Los Endos
14. Turn It On Again (Medley)

Extras: The Invisible Touch Tour documentary (16 minutos); Tour Programme; Galería de Fotos

## DVD 4:The Way We Walk(1992)
1. Land Of Confusion
2. No Son Of Mine
3. Driving The Last Spike
4. Old Medley (Dance on a Volcano / The Lamb Lies Down On Broadway / The Musical Box / Firth of Fifth / I Know What I Like (In Your Wardrobe))
5. Fading Lights
6. Jesus He Knows Me
7. Dreaming While You Sleep
8. Home By The Sea
9. Hold On My Heart
10. Domino
11. The Drum Thing
12. I Can't Dance
13. Tonight, Tonight, Tonight
14. Invisible Touch
15. Turn It On Again

## Formación
- Tony Banks
- Phil Collins
- Mike Rutherford
- Daryl Stuermer
- Chester Thompson
- Peter Gabriel (Solo en DVD 5)
- Anthony Phillips (Solo en DVD 5)
- Steve Hackett (Solo en DVD 5)

- Datos: Q3649425